# Fever (album av Kylie Minogue)
Fever är Kylie Minogues åttonde album, som släpptes den 1 oktober 2001 av Parlophone i Europa och Australien, och den 26 februari 2002 i USA av Capitol Records.

## Albuminformation
Minogue började arbeta på albumet under 2001 med kända låtskrivare och producenter som Cathy Dennis, Rob Davis och Tom Nichols. Efter släppet nådde albumet förstaplatsen i Australien, Österrike, Tyskland, Irland och Storbritannien. Minogue främjas albumet med föreställningar inklusive hennes dyraste turné hittills, den KylieFever2002. I USA blev albumet certifierade platina av Recording Industry Association of America och sålde över 1,1 miljoner exemplar.
I Minogues hemland Australien nådde albumet förstaplatsen i landet. Albumet stannade på förstaplatsen i fyra veckor och bodde på ARIA Charts för sjuttiofyra veckor totalt, bli Minogues högsta och längsta album i landet. Albumet certifierades sju gånger platina av Australian Recording Industry Association. Albumet nådde nummer tre i Nya Zeeland och blev certifierade guld av Recording Industry Association of New Zealand på första veckan. Albumet blev senare certifierade två gånger platina och stannade på topplistan för fyrtiofyra veckor.
På andra håll var albumet framgång. Det nådde förstaplatsen i Storbritannien och stannade sjuttio veckor totalt på UK Albums Chart. Albumet blev certifierade fem gånger platina i landet och sålde över 1,9 miljoner exemplar. Albumet nådde nummer tre på Billboard 200 och blev Minogues mest framgångsrika album i USA. Albumet har sålt åtta miljoner exemplar över hela världen och blev Minogues bäst säljande album hittills.

## Singlar
"Can't Get You Out of My Head" släpptes i september 2001 i Europa och Australien. Sången nådde förstaplatsen i Australien, Irland och Storbritannien för fyra veckor i de tre länderna. Sången nådde också förstepladsen i över fyrtio länder. Sången släpptes 2002 i USA och nådde nummer sju på Billboard Hot 100.
"In Your Eyes" släpptes som albumets andra singel i februari 2002. Sången nådde topposition i Australien, Ungern och Rumänien. Den nådde nummer tre i Storbritannien, nummer sex i Irland och nummer elva i Kanada. Sången var inte utsläppt som en singel i USA.
"Love at First Sight" släpptes som tredje singel i juni 2002. Sången nådde andrapladsen i Storbritannien och nummer tre i Australien. Sången fick en Grammy Award för bästa dance-inspelningen efter att ha nått förstaplatsen på Hot Dance Club Songs. Den nådde nummer tjugotre på Billboard Hot 100 och nummer syv i Irland.
"Come into My World" släpptes som fjärde och sista singel i november 2002. Sången nådde nummer fyra i Australien, nummer åtta i Storbritannien, nummer elva i Irland, nummer 20 i Nya Zeeland och nummer 91 på Billboard Hot 100.

## Låtlista
| Nr  | Titel                        | Kompositör                                                                      | Producent           | Längd |
| --- | ---------------------------- | ------------------------------------------------------------------------------- | ------------------- | ----- |
| 1.  | More More More               | Tommy D, Liz Winstanley                                                         | Tommy D             | 4:40  |
| 2.  | Love at First Sight          | Kylie Minogue, Richard Stannard, Julian Gallagher, Ash Howes, Martin Harrington | Stannard, Gallagher | 3:57  |
| 3.  | Can't Get You Out of My Head | Cathy Dennis, Rob Davis                                                         | Dennis, Davis       | 3:49  |
| 4.  | Fever                        | Greg Fitzgerald, Tom Nichols                                                    | Fitzgerald          | 3:30  |
| 5.  | Give It to Me                | Minogue, Mark Picchiotti, Steve Anderson                                        | Picchiotti          | 2:48  |
| 6.  | Fragile                      | Davis                                                                           | Davis               | 3:44  |
| 7.  | Come into My World           | Dennis, Davis                                                                   | Dennis, Davis       | 4:30  |
| 8.  | In Your Eyes                 | Minogue, Stannard, Gallagher, Howes                                             | Stannard, Gallagher | 3:18  |
| 9.  | Dancefloor                   | Anderson, Dennis                                                                | Anderson            | 3:23  |
| 10. | Love Affair                  | Minogue, Stannard, Gallagher                                                    | Stannard, Gallagher | 3:47  |
| 11. | Your Love                    | Minogue, Pascal Gabriel, Paul Statham                                           | Gabriel, Statham    | 3:47  |
| 12. | Burning Up                   | Fitzgerald, Nichols                                                             | Fitzgerald, Nichols | 3:59  |

## Medlemmar
| - Kylie Minogue – sång, körsång - Steve Anderson – arrangör, keyboard, producent, programmering (spår 9) - Nathalie B. – körsång (spår 12) - William Baker – stilist - Adrian Bushby – ljudmixning (spår 1) - Tom Carlisle – ljudmixning (spår 5) - Rob Davis – trummaprogrammering, keyboard, producent (spår 3, 6, 7), elgitarr (spår 3), ljudtekniker, ljudmixning (spår 6), gitarr (spår 6, 7) - Cathy Dennis – producent (spår 3, 7), ytterligare keyboard (spår 7), körsång (spår 7, 9) - Bruce Elliott-Smith – ytterligare programmering, ljudmixning (spår 6) - Tom Elmhirst – ljudmixning (spår 11) - Greg Fitzgerald – gitarr, keyboard, producent, programmering (spår 4, 12) - Pascal Gabriel – ljudmixning, producent (spår 11) - Julian Gallagher – producent (spår 2, 8, 10), Rhodes-piano (spår 2), keyboard (spår 8, 10) - Billie Godfrey – körsång (spår 4) - Martin Harrington – gitarr, keyboard (spår 2), ljudtekniker, programmering (spår 8) | - Ash Howes – keyboard (spår 2), ljudtekniker, programmering (spår 2, 8, 10) - Anders Kallmark – ytterligare programmering (spår 6), ljudtekniker (spår 6, 7) - Phil Larsen – ytterligare programmering, ljudmixning (6), ljudtekniker (spår 6, 7) - Steve Lewinson – elbas (spår 8) - Tom Nichols – producent (spår 12) - Tim Orford – ljudmixning (spår 3) - Geoff Pesche – ljudtekniker - Vincent Peters – fotografi - Mark Picchiotti – ljudmixning, producent (spår 5) - Richard Stannard – körsång, producent (spår 2, 8, 10), gitarr (spår 10) - Paul Statham – producent (spår 11) - Alvin Sweeney – ljudtekniker, programmering (spår 8, 10) - John Thirkell – flöjt, trumpet (spår 9) - Tommy D – ljudmixning, producent (spår 1) - Gavyn Wright – stränginstrument (spår 9) - Paul Wright – ljudtekniker, ljudmixning (spår 9) |

## Listplaceringar og certifieringar
| Lista (2001–02)                     | Högsta placering |
| ----------------------------------- | ---------------- |
| Australien (ARIA Charts)            | 1                |
| Österrike (Ö3 Austria Top 40)       | 1                |
| Belgien (Ultratop 50 Flandern)      | 14               |
| Belgien (Ultratop 40 Vallonien)     | 12               |
| Kanada (Canadian Albums Chart)      | 10               |
| Danmark (Tracklisten)               | 4                |
| Europa (European Top 100 Albums)    | 1                |
| Nederländerna (MegaCharts)          | 7                |
| Finland (Finlands officiella lista) | 20               |
| Frankrike (SNEP)                    | 21               |
| Tyskland (Media Control Charts)     | 1                |
| Grekland (IFPI Greece)              | 2                |
| Ungern (Mahasz)                     | 8                |
| Irland (Irish Albums Chart)         | 1                |
| Italien (FIMI)                      | 6                |
| Japan (Oricon)                      | 17               |
| Nya Zeeland (RIANZ)                 | 3                |
| Norge (VG-lista)                    | 4                |
| Polen (Polish Albums Chart)         | 12               |
| Schweiz (Schweizer Hitparade)       | 3                |
| Sverige (Sverigetopplistan)         | 10               |
| Storbritannien (UK Albums Chart)    | 1                |
| USA (Billboard 200)                 | 3                |

| Lista (2001)                     | Placering |
| -------------------------------- | --------- |
| Australien (ARIA Charts)         | 5         |
| Österrike (IFPI)                 | 24        |
| Sverige (Sverigetopplistan)      | 92        |
| Schweiz (Schweizer Hitparade)    | 18        |
| Storbritannien (UK Albums Chart) | 10        |
| Lista (2002)                     | Placering |
| Australien (ARIA Charts)         | 4         |
| Belgien (Ultratop 50 Flandern)   | 67        |
| Belgien (Ultratop 40 Vallonien)  | 64        |
| Frankrike (SNEP)                 | 55        |
| Nya Zeeland (RIANZ)              | 30        |
| Storbritannien (UK Albums Chart) | 15        |
| USA (Billboard 200)              | 82        |
| Lista (2003)                     | Placering |
| Australien (ARIA Charts)         | 57        |

| Land                       | Certifiering |
| -------------------------- | ------------ |
| Argentina (CAPIF)          | Guld         |
| Australien (ARIA)          | 7× Platina   |
| Österrike (IFPI Austria)   | Platina      |
| Belgien (BEA)              | Guld         |
| Kanada (CRIA)              | 2× Platina   |
| Danmark (IFPI Denmark)     | Guld         |
| Frankrike (SNEP)           | Platina      |
| Tyskland (BVMI)            | Platina      |
| Grekland (IFPI Greece)     | Guld         |
| Ungern (Mahasz)            | Platina      |
| Nederländerna (NVPI)       | Guld         |
| Nya Zeeland (RIANZ)        | 2× Platina   |
| Polen (ZPAV)               | Guld         |
| Ryssland (NFPF)            | Diamant      |
| Sverige (GLF)              | Platina      |
| Schweiz (IFPI Switzerland) | 2× Platina   |
| Storbritannien (BPI)       | 5× Platina   |
| USA (RIAA)                 | Platina      |

## Släpphistoria
| Land           | Dato             | Skivbolag        |
| -------------- | ---------------- | ---------------- |
| Storbritannien | 1 oktober 2001   | Parlophone       |
| Australien     | 5 oktober 2001   | Mushroom Records |
| Tyskland       | 5 oktober 2001   | EMI              |
| USA            | 26 februari 2002 | Capitol Records  |
| Japan          | 9 maj 2002       | EMI Music Japan  |